# Bogomir
Bogomir je moško osebno ime.

## Izvor imena
Ime Bogomir je slovansko ime, zloženo iz besed bog in mir.

## Različice imena
- za moške različice imena glej ime Bogdan:
- ženska različica imena: Bogomira

## Pogostost imena
Po podatkih Statističnega urada Republike Slovenije je bilo na dan 31. decembra 2007 v Sloveniji število moških oseb z imenom Bogomir: 1.343. Med vsemi moškimi imeni pa je ime Bogomir po pogostosti uporabe uvrščeno na 141. mesto.

## Osebni praznik
V koledarju je ime Bogomir zapisano 8. novembra (Bogomir [Mirko], škof, † 8. nov. 1115)  

## Znane osebe
- Bogomir Magajna, zdravnik in pisatelj
- Bogomir/Bogdan Kavčič, sociolog
- Bogomir Kovač, ekonomist